# Agylla separata
Agylla separata är en fjärilsart som beskrevs av William Schaus 1894. Agylla separata ingår i släktet Agylla och familjen björnspinnare. Inga underarter finns listade i Catalogue of Life.